# Oriana Fallaci
Oriana Fallaci (Firenze, 1929. június 29. – Firenze, 2006. szeptember 15.) olasz író, publicista, újságíró, riporter.
Oriana Fallaci 1929-ben Firenzében született. A második világháborúban olasz partizánként vett részt. 1967-68-ban haditudósítóként jelen volt a vietnámi háborúban.
Fiatal újságíróként interjút készített számos államfővel, politikussal és hírességgel, így pl. Henry Kissingerrel, Neil Armstronggal, az iráni sahhal, Khomeini ajatollahhal, Lech Wałęsaval, Willy Brandttal, Zulfikar Ali Bhuttoval, Walter Cronkite-tal, Abolhaszan Baniszadrral, Moammer Kadhafival, Federico Fellinivel, Sammy Davis Jr.-ral, Teng Hsziao-pinggel, Nguyen Cao Kyvel, Jasszer Arafattal, Indira Gandhival, Alexandrosz Panagoulisszal, Makariosz püspökkel, Golda Meirrel, Nguyễn Văn Thiệuvel, Hailé Szelassziéval és Sean Conneryvel.
Visszavonulása után több könyvnek és cikknek a szerzője volt, amelyek vitát gerjesztettek elsősorban iszlám és arab körökben. Számos irodalmi díjjal tüntették ki, megkapta a St. Vincent-díjat, a Banaccarella-díjat Nothing és So be It című műveiért (1971-ben), Viareggio-díjat (1979-ben), Antibes-díjat pedig a sokat támadott Insallah című művéért (1993-ban). A Columbia Egyetemen díszdoktorrá avatták. Tanított újságírást itt, továbbá a Yale és a Harvard egyetemeken. Műveit 21 nyelvre fordították le, köztük angol, spanyol, francia, német, svéd, görög, lengyel, horvát, szlovén, magyar nyelvre is. 
Élete végéig erős dohányos volt. 77 évesen tüdőrákban hunyt el egy firenzei magánklinikán.

## Magyarul megjelent művei
- Pénelopé a háborúban; ford. Karsai Lucia; Magvető, Bp., 1965 (Nők könyvespolca) / 1994, Etűd Könyvkiadó, ISBN 963-85164-0-2
- A haszontalan nem. Utazás a nő körül; ford. Székely Éva; Zrínyi Ny., Bp., 1968 (Kozmosz Könyvek)
- Ha meghal a nap; ford. Karsai Lucia; Móra, Bp., 1971 / Európa Könyvkiadó, 1984
- Levél egy meg nem született gyermekhez; ford. Sipos Áron; Kozmosz Könyvek, Bp., 1980 ISBN 963-211-410-8
- Levél egy meg nem született gyermekhez; pódiumi változat Dévényi Róbert; inː Emberközelben. Négy külföldi pódiumjáték; NPI, Bp., 1982 (Színjátszók kiskönyvtára)
- Insallah; ford. Kalotai Judit; Etűd, Bp., 1995 ISBN 963-85164-8-8
- A harag és a büszkeség; ford. Földvári Katalin; Focus, Bp., 2003 ISBN 963-9468-23-1
- Az utolsó interjú / Az Apokalipszis; ford. Földvári Katalin; Művelt Nép, Bp., 2016
- Az értelem ereje; ford. Földvári Katalin; Művelt Nép, Bp., 2016 ISBN 9786155617089
- A harag és a büszkeség; ford. Földvári Katalin; 2. jav. kiad.; Művelt Nép, Bp., 2016

## Fordítás
- Ez a szócikk részben vagy egészben  az   Oriana Fallaci című angol Wikipédia-szócikk fordításán alapul.  Az eredeti cikk szerkesztőit annak laptörténete sorolja fel. Ez a jelzés csupán a megfogalmazás eredetét és a szerzői jogokat jelzi, nem szolgál a cikkben szereplő információk forrásmegjelöléseként.